# Theodoric Valeton
Theodoric Valeton  (  Groninga, 1855 - Haia, 1929) foi um botânico neerlandês.